# Sageraea lanceolata
Sageraea lanceolata là loài thực vật có hoa thuộc họ Na. Loài này được Friedrich Anton Wilhelm Miquel miêu tả khoa học đầu tiên năm 1865.

## Phân bố
Loài này có ở Borneo, Malaysia bán đảo và Philippines.